# Col Nord de Menouve
Der Col Nord de Menouve ist ein 2772 m ü. M. hoher Saumpass in den Walliser Alpen. Über den Pass verläuft die Grenze zwischen Italien und der Schweiz. Der Pass verbindet das Walliser Val d’Entremont mit dem italienischen Aostatal. 
Die Passhöhe wird im Westen vom Tête Rouge (2804 m ü. M.) und im Osten vom Mont de Menouve (3051 m ü. M.) überragt.
Um 1855 plante man den Bau eines Tunnels unter dem Menouvepass. Die Arbeiten wurden nach kurzer Zeit wieder eingestellt.
Von 1962 bis 2010 führte von Bourg-Saint-Bernard eine Seilbahn auf den Col Nord de Menouve.